# Driftwood River (East Fork White River)
Der Driftwood River (englisch für „Treibholz-Fluss“) ist der rechte Quellfluss des East Fork White River im US-Bundesstaat Indiana. Er hat eine Länge von 25 km. Sein Einzugsgebiet umfasst ein Areal von etwa 3017 km². Der mittlere Abfluss am Pegel Edinburgh etwa 1,5 km unterhalb des Zusammenflusses seiner Quellflüsse beträgt 34 m³/s. 

## Verlauf
Der Driftwood River entsteht am Zusammenfluss von Big Blue River (links) und Sugar Creek westlich von Edinburgh. Er strömt in überwiegend südlicher Richtung durch den Bartholomew County, bevor er am westlichen Stadtrand von Columbus auf den Flatrock River trifft und sich mit diesem zum East Fork White River vereinigt.

## Kanu
Der Fluss ist mit dem Kanu befahrbar. Für die Tour werden etwa 5 Stunden benötigt.